# Alfeñique

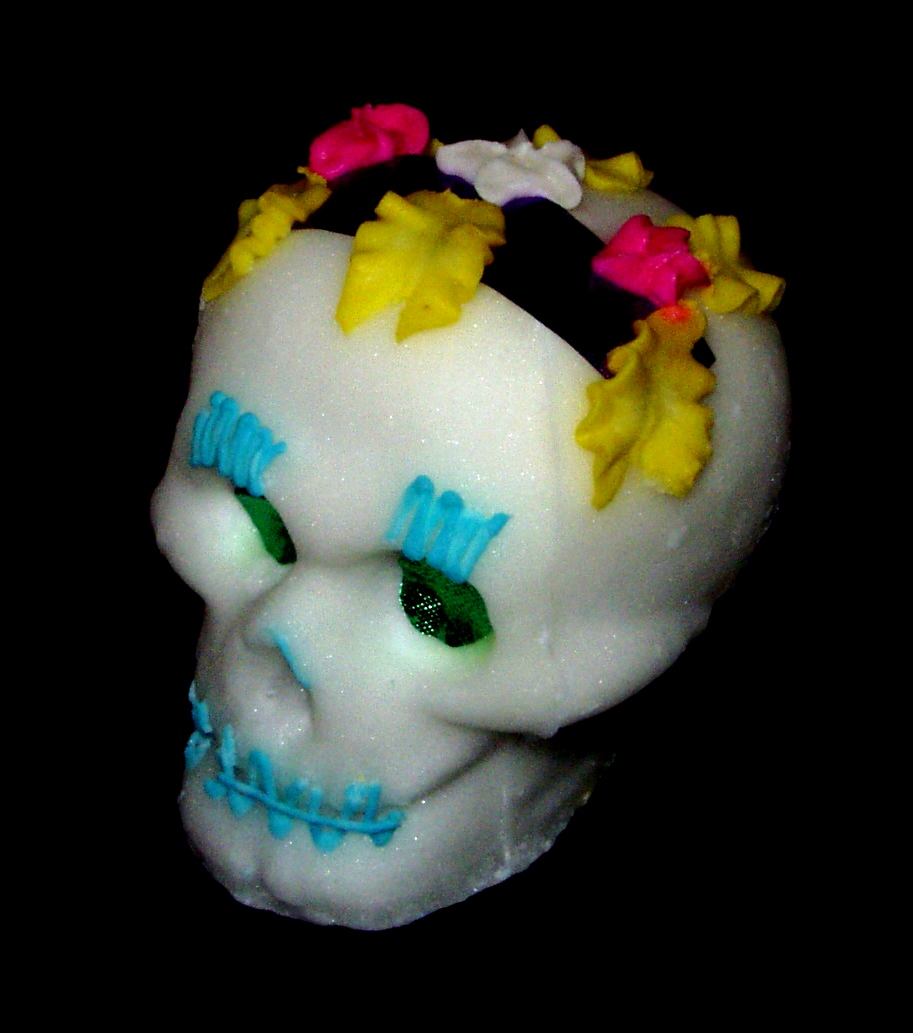
Calavera de alfeñique, sucrerie décorative utilisée dans les traditions mexicaines du jour des morts.

Un alfeñique est une confiserie moulée à partir de sucre de canne. La conception et la construction de ces personnages peuvent varier d’une région à l’autre. Aujourd’hui, des personnages de l’alfeñique, en particulier des calaveras (connues aux États-Unis sous le nom de « Sugar Skulls »), sont largement créées au Mexique pour les célébrations du jour des morts en novembre.

## Histoire
Les alfeñique sont des objets d'art populaire fabriqués à partir d'une pâte à sucre, originaires d'Italie, où des figurines sont fabriquées à partir de sucre pour des décorations religieuses. Ils sont devenus populaires en Espagne, d'où ils sont finalement amenés au Mexique avec le catholicisme et où ils sont devenus une partie intégrante des célébrations du Jour des Morts, commençant vers le XVIIe ou le XVIIIe siècle. L'alfeñique, dont le nom vient de l’arabe, est utilisé pour remplacer la tradition aztèque de confection de figurines en amarante pour les autels. Les conquistadors espagnols apportent de la canne à sucre, qui devient l'ingrédient principal dans la fabrication de ces figurines, qui se poursuit encore aujourd'hui. Au cours de la période coloniale, les figurines de moutons faites en sucre de canne sont populaires.
Aujourd'hui, les principaux centres de production de personnages alfeñiques sont Toluca, San Miguel de Allende et Guanajuato. De nos jours, la pâte est utilisée pour former des centaines de types de formes comprenant des lapins, des lions, des canards, des colombes, des vaches, des taureaux, des ânes, des cochons, des grenouilles, des chevaux, des cerfs, des anges, des crânes et des cercueils. La forme d'art évolue vers des sculptures plus élaborées, qui font appel à des techniques plus sophistiquées et modernes, et il existe maintenant des volumes encyclopédiques sur la façon de les créer pour toutes les occasions, en dehors des célébrations du Jour des Morts. Il existe des foires et des événements régionaux célébrant cet art, notamment à Toluca, dans l'État de Mexico et à León, dans l'État de Guanajuato,.

## Processus
La pâte est préparée en mélangeant du sucre en poudre avec du chautle, un adhésif végétal et du citron. Des blancs d'œufs sont battus séparément puis incorporés au sucre. Des colorants végétaux sont ajoutés pour la couleur. La partie non travaillée est recouverte d'un chiffon humide pour l'empêcher de durcir. Des moules sont préparées en les nettoyant soigneusement, puis en les saupoudrant de farine afin que le mélange de sucre ne colle pas. La pâte de sucre est aplatie en minces cercles qui sont pressés dans les moules puis laissés sécher pendant 24 heures.
Les deux moitiés de la figure sont ensuite extraites des moules et assemblées avec davantage de pâte à sucre légèrement diluée à l'eau. Ceci est laissé sécher encore avant la décoration. Les éléments décoratifs peuvent inclure des boules de coton, des paillettes, de la pâte de sucre façonnée et attachée, des bijoux en plastique et de nombreux autres articles.

## Variations
Les différentes régions fabriquent leurs figures alfeñiques selon les traditions et les ingrédients locaux. De nombreuses familles fabriquent des figurines depuis des générations et certaines utilisent des moules qui remontent tout aussi loin. Outre leur popularité lors des célébrations du Jour des Morts, de nombreuses familles exposent les objets, en particulier les crânes, chez eux. À Oaxaca, ils prennent généralement la forme de crânes, de couronnes, de crucifix, de morts et sont fabriqués à partir de sucre cristallisé avec du miel au centre. Dans l'État de Mexico, les objets les plus courants sont les cercueils, les corbillards, les cerfs, les moutons, les anges, les fruits et les crânes en pâte de sucre blanche. À Puebla, les objets les plus courants sont les crânes et les cercueils et les principaux ingrédients sont les amandes, les arachides et les graines de citrouille mélangées à du sucre et des œufs, à la manière d'une pâte d'amande.

### En Argentine
En Argentine, les alfeñiques sont typiques du Nord-Est du pays, et notamment de la province de Tucumán ; on les y prépare avec de la mélasse de canne à sucre, en leur donnant la forme de bonbons blanchâtres, dans lesquels on incorpore parfois des ingrédients tels que l'anis.

### En Bolivie
En Bolivie, les alfeñiques sont typiques de l'Ouest du pays, où leur élaboration est semblable à celle que l'on rencontre en Argentine. 

### En Équateur
En Équateur, les alfeñiques sont des friandises typiques de la ville de Baños de Agua Santa, dans la province de Tungurahua.

### Au Mexique
Au Mexique, avec cette sucrerie, lors de la Feria del alfeñique, on confectionne (pour le jour des morts, le 2 novembre, le día de muertos) des têtes de mort, appelées calaveras de alfeñique.